# جولييت هارمر
جولييت هارمر (بالإنجليزية: Juliet Harmer)‏ هي رسامة وكاتِبة وممثلة بريطانية، ولدت في 11 مايو 1943 في إنجلترا في المملكة المتحدة.

## وصلات خارجية
- جولييت هارمر على موقع IMDb (الإنجليزية)
- جولييت هارمر على موقع ديسكوغز (الإنجليزية)
- جولييت هارمر على موقع قاعدة بيانات الفيلم (الإنجليزية)